# Shirow Di Rosso
Shirow Di Rosso (30 augustus 1973), artiestennaam van Stef Van Rossem, is een Belgisch striptekenaar en inkleurder.

## Biografie
Van Rossem studeerde informatica na zijn studies handel en administratie aan het Sint-Donatusinstituut in Merchtem en ging 14 jaar aan de slag in de IT-sector. Na een burn-out maakte hij een carrièreswitch naar striptekenaar en nam de artiestennaam Shirow Di Rosso, geïnspireerd op de naam van de Japanse manga tekenaar Masamune Shirow en de Japanse anime film Porco Rosso, aan. Hij bekwaamde zich via cursussen op internet in tekenen en inkleuren.
Di Rosso tekende in 2013 zijn eerste stripverhaal, de Amerikaanse comic The Cynja over cyberaanvallen. Een tweede volume volgde in 2016 met de naam Code of the Cynja. Daarna ging hij vooral als inkleurder aan de slag voor onder meer De Kronieken van Amoras, De Rode Ridder, Galaxa en De Kiekeboes.

## Reeksen

### Tekenaar
- The Cynja
- Code of the Cynja
- David doet het!

### Inkleurder
- Ames Liges
- De Bergenvaarders
- Boeken der duisternis
- De kronieken van Amoras
- De Rode Ridder - De Toverspiegel (remake)
- Straffe strips
- Suske en Wiske door...
- Verbonden zielen
- Waldin - De kronieken van Thesnia
- Virus 3 - Absolute Macht
- Wardane
- Galaxa
- Het verhaal van Vlaanderen
- De Kiekeboes
- Molly

## Onderscheidingen
- 20ste stripfestival Knokke-Heist (2023): Prijs Rijzende Ster en ereprijs Guido De Mey.[4][5]